# Diaphorodoris papillata
Il doride dalle papille rosse (Diaphorodoris papillata Portmann & Sandmeier, 1960)  è un mollusco nudibranchio della famiglia Calycidorididae.

## Descrizione
Corpo bianco o giallastro traslucido, bordo del mantello giallo, piede biancastro, papille sul dorso a forma di cono di colore rosso acceso, rinofori dello stesso colore del corpo, di grosse dimensioni, lamellati, la parte terminale opaca.
Simile nella colorazione a Chromodoris elegantula in cui le papille sono semplici macchie sul dorso.

## Biologia
Si nutre di briozoi dei generi Hippodiplosia, Schizomavella.

## Distribuzione e habitat
Endemico del Mar Mediterraneo, poco comune.